# 장서원
장서원(1982년 11월 1일 ~ )은 대한민국의 배우이다.

## 학력
- 한국예술종합학교 연기과

## 연기 활동

### 드라마
- 2010년 KBS2 미니시리즈 《추노》
- 2010년 SBS 미니시리즈 《시크릿 가든》 ... 황정환 역
- 2011년 MBC 미니시리즈 《넌 내게 반했어》 ... 이수명 역
- 2012년 SBS 일일연속극 《그래도 당신》 ... 나두준 역
- 2012년 tvN 미니시리즈 《아이 러브 이태리》 ... 황민국 역
- 2014년 MBC 주말연속극 《마마》 ... 이대리 역
- 2015년 MBC 수목드라마 《밤을 걷는 선비》 ... 서정도 역
- 2016년 MBC 일일연속극 《다시 시작해》 ... 박세윤 역
- 2017년 MBC 미니시리즈 《병원선》 ... 양춘호 역
- 2018년 MBC 주말드라마 《내사랑 치유기》 ... 천기동 역
- 2021년 JTBC 월화드라마 《한 사람만》 ... 조웅도 역
- 2023년 KBS2 수목 미니시리즈 《어쩌다 마주친, 그대》 ... 교련 선생 박창식 대위 역

### 영화
- 2010년 《전라의 시》
- 2010년 《카페 서울》 ... 기봉 역
- 2010년 《조금만 더 가까이》 ... 운철 역
- 2011년 《Mr. 아이돌》 ... 현이 역
- 2015년 《앨리스: 원더랜드에서 온 소년》 ... 혜중아빠(김순호) 역

### 뮤직비디오
- 2008년 김연우 - 지금 만나러 갑니다
- 2011년 브라운아이드소울 성훈 & 연 - 라리라

### 뮤지컬
- 2007년 《웨스트 사이드 스토리》
- 2008년~2009년 《온에어 시즌 2》